# Somersworth
Somersworth est une municipalité américaine située dans le comté de Strafford au New Hampshire. Selon le recensement de 2010, sa population est de 11 766 habitants.

## Géographie
Somersworth est située sur la rivière Salmon Falls.
La municipalité s'étend sur 9,99 milles carrés (25,87 km2), dont 0,20 milles carrés (0,52 km2) d'étendues d'eau.

## Histoire
La localité est fondée au milieu du XVIIe siècle sur le territoire de Dover, dont elle devient une paroisse au siècle suivant (Summersworth). En 1754, Somersworth devient une municipalité sous le statut de town. Elle devient une city en 1893.

## Démographie
La population de Somersworth est estimée à 11 791 habitants au 1er juillet 2016.
Le revenu par habitant était en moyenne de 26 755 dollars par an entre 2012 et 2016, en dessous de la moyenne du New Hampshire (35 264 dollars) et de la moyenne nationale (29 829 dollars). Sur cette même période, 10,4 % des habitants de Somersworth vivaient sous le seuil de pauvreté (contre 7,3 % dans l'État et 12,7 % à l'échelle des États-Unis).